# كرسي المرضى

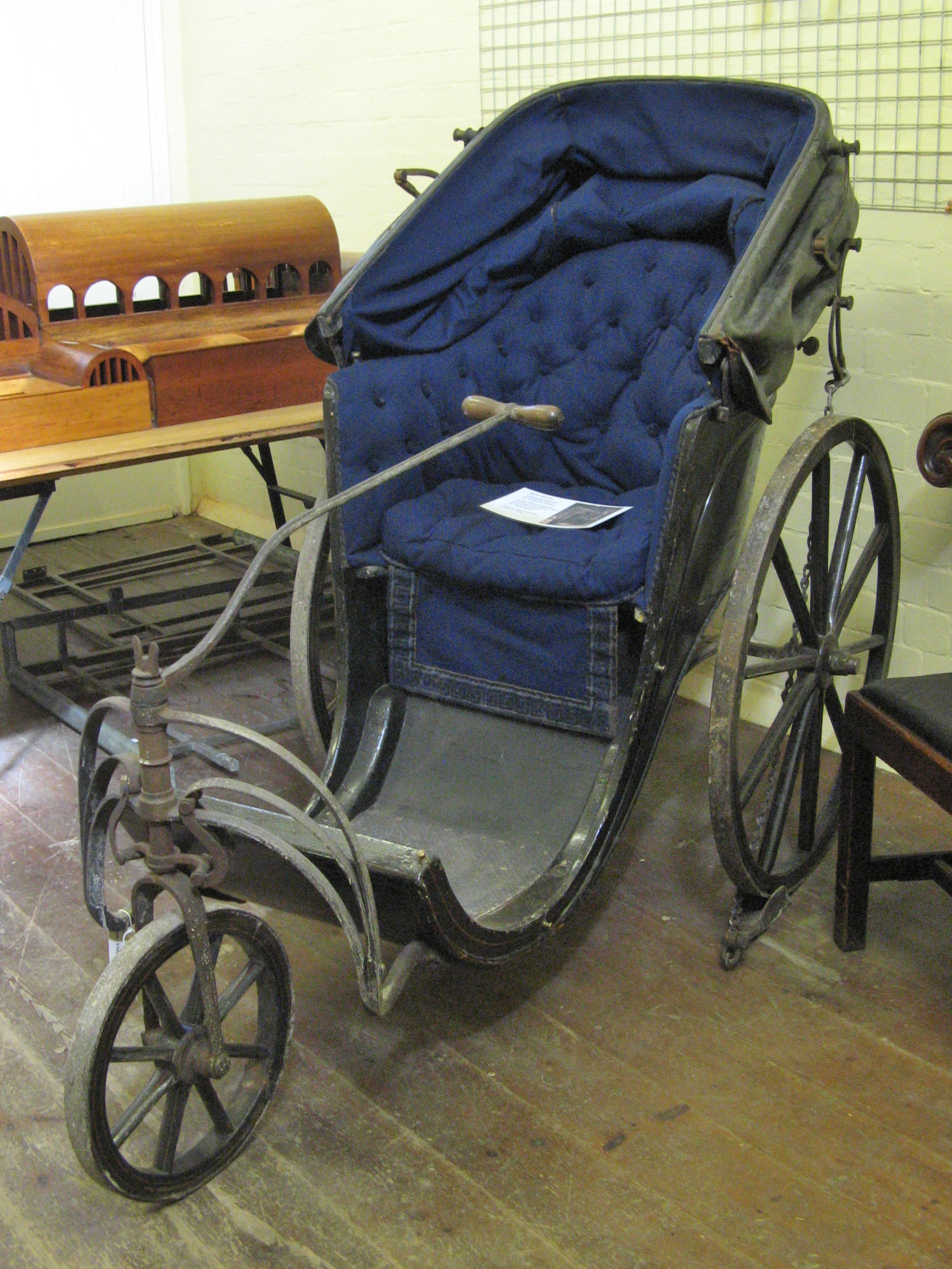
كرسي المرضى

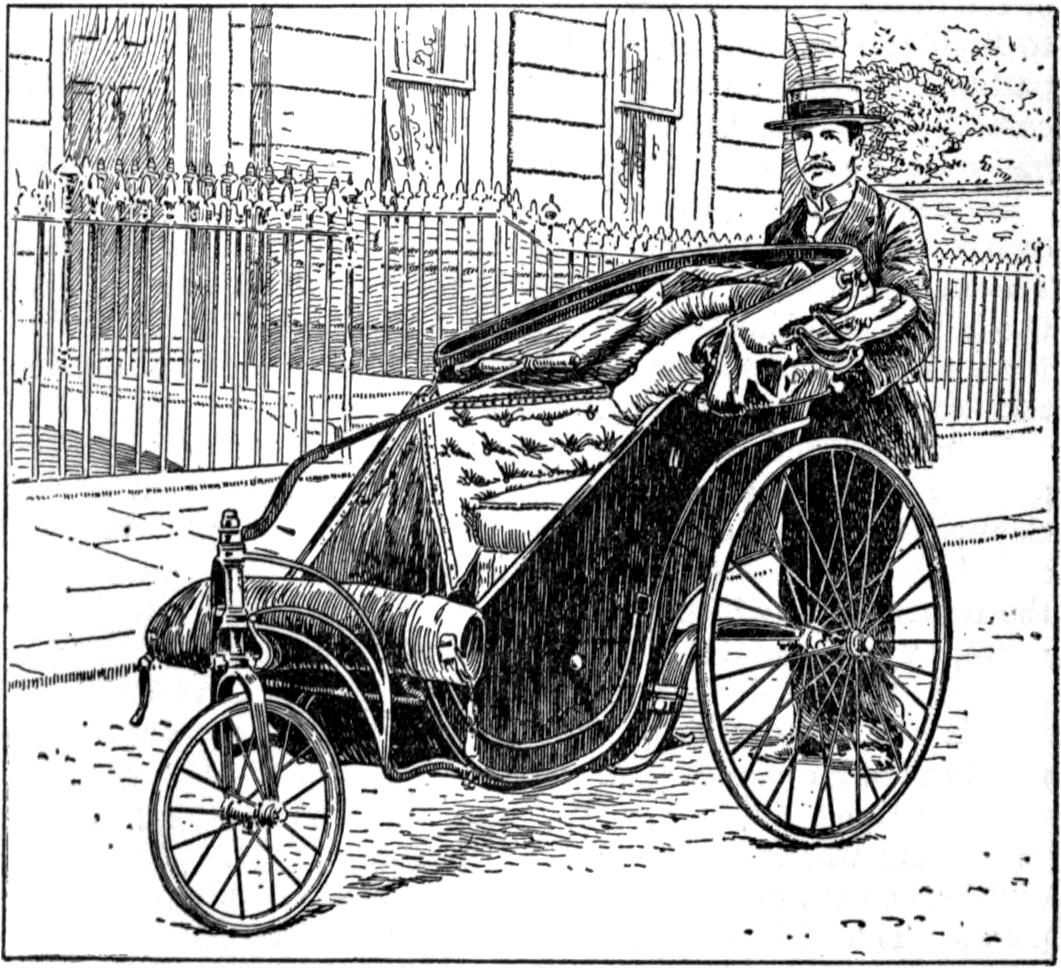
كرسي المرضى

كان كرسي الباث للمرضى كرسي متحرك أو عربة خفيفة لشخص واحد مع غطاء قابل للطي ويمكن فتحه أو إغلاقه. استخدمه بصفة خاصة الأشخاص ذوي الإعاقة حيث ثُبت على ثلاث أو أربع عجلات وسحب أو دفع باليد. سمي بهذا الاسم نسبة إلى أصله في مدينة باث بإنجلترا.
إذا لزم الأمر يمكن أيضًا تركيب الكرسي على أربع عجلات وسحبه بواسطة حصان أو حمار أو مهر صغير باستخدام الترتيب الدوار المعتاد. كانت هذه الإصدارات المرسومة على شكل حيوانات بمثابة مقدمة لعربة المرضى. وكان جيمس هيث من باث الذي ازدهر قبل منتصف القرن الثامن عشر هو مخترع كرسي الحمام حيث كان الاستحمام في الحمامات الرومانية أو زيارة غرفة المضخة القريبة شائعًا بين الزوار المرضى.
كانت الإصدارات اللاحقة نوع من الكراسي المتحركة التي دفعوها بواسطة المرافق بدلاً من أن يسحبها حيوان. في القرن التاسع عشر كان من الشائع رؤيتهم في المنتجعات الصحية مثل بوكستون وتونبريدج ويلز. وتتضمن بعض الإصدارات جهاز توجيه يمكن أن يشغله الشخص الموجود على الكرسي.

## روابط خارجية
- "كرسي الحمام". مجموعة الشعب ويلز.